# Sokna (1968)
Sokna (سكنا) – libijski kuter rakietowy z lat 60. XX wieku, jedna z trzech zamówionych przez Libię jednostek typu Susa. Okręt został zwodowany 29 lutego 1968 roku w brytyjskiej stoczni Vosper & Company w Portsmouth, a do służby w marynarce wojennej Libii wszedł 23 stycznia 1969 roku. Przed 1973 rokiem nazwę jednostki zmieniono na „Sebha” (سبها). Okręt, oznaczony numerami taktycznymi P03 i 514, jest nieaktywny od 1995 roku.

## Projekt i budowa
Kutry rakietowe typu Susa zostały zamówione przez Libię w Wielkiej Brytanii 12 października 1966 roku. Jednostki były generalnie podobne do budowanych w stoczni Vosper & Company brytyjskich kutrów patrolowych typu Brave oraz zbudowanych na zamówienie Danii kutrów torpedowych typu Søløven, różniąc się uzbrojeniem. Były pierwszymi wprowadzonymi do służby na świecie okrętami przenoszącymi przeciwokrętowe pociski rakietowe Nord SS-12.
„Sokna” zbudowany został w stoczni Vosper & Company w Portsmouth. Wodowanie odbyło się 29 lutego 1968 roku.

## Dane taktyczno-techniczne
Okręt był kutrem rakietowym o długości całkowitej 30,5 metra, szerokości całkowitej 7,8 metra i zanurzeniu 2,1 metra. Drewniany kadłub jednostki miał pokrycie z nylonu . Wyporność standardowa wynosiła 95 ton, zaś pełna 114 ton. Okręt napędzany był przez siłownię systemu CODOG, na którą składały się trzy turbiny gazowe Bristol Proteus o łącznej mocy 12 750 KM i dwa marszowe silniki wysokoprężne General Motors 6-71 o łącznej mocy 190 KM, poruszające poprzez wały napędowe trzema śrubami . Maksymalna prędkość jednostki wynosiła 54 węzły.
Uzbrojenie artyleryjskie jednostki składało się z dwóch pojedynczych działek przeciwlotniczych Bofors kal. 40 mm L/60 Mk 9 . Kąt podniesienia lufy wynosił 90°, waga pocisku 0,96 kg, donośność 12 000 metrów w poziomie i 4000 metrów w pionie, zaś szybkostrzelność 300 strz./min.
Uzbrojenie rakietowe stanowiły dwie poczwórne wyrzutnie przeciwokrętowych pocisków rakietowych Nord SS-12 (okręt przenosił osiem rakiet) . Kierowany przewodowo pocisk miał maksymalny zasięg 5,5 km, a masa głowicy bojowej wynosiła 30 kg.
Wyposażenie radioelektroniczne obejmowało pracujący w paśmie I radar nawigacyjny Decca 626 i system kierowania ogniem Aérospatiale/Nord.
Załoga okrętu składała się z 20 oficerów, podoficerów i marynarzy .

## Służba
„Sokna” (سكنا) został przyjęty do służby w marynarce wojennej Libii 23 stycznia 1969 roku . Jednostka otrzymała numer taktyczny P03 . Przed 1973 rokiem nazwę jednostki zmieniono na „Sebha” (سبها). W 1977 roku „Sebha”, „Susa” i „Sirte” przeszły remont we Włoszech, nie obejmujący wyposażenia radioelektronicznego. W 1983 roku numer burtowy okrętu zmieniono na 514 . Kolejny remont jednostki został przeprowadzony we Włoszech w latach 1983–1984. W latach 1985–1986 na kutrze wymieniono silniki. Od 1995 roku jednostka jest nieaktywna .